# League Cup 1996/97
Der League Cup 1996/97 war die 37. Austragung des Football League Cup (meist nur als League Cup bekannt).
Am Pokalwettbewerb, der am 20. August 1996 für die 92 englischen Spitzenvereine begann, nahmen die Mannschaften der ersten bis vierten englischen Profiliga teil. Die ersten beiden Runden wurden über Hin- und Rückspiel, die folgenden drei Runden im K.-o.-System über eine Partie und im Halbfinale wieder über Hin- und Rückspiel entschieden. Das Finale, das erst in einem Wiederholungsspiel am 16. April 1997 mit einem Sieger endete, entschied der Erstligist Leicester City für sich. Unterlegener Finalist war der FC Middlesbrough.

## Wettbewerb

### Erste Runde
Zur ersten Runde traten die Vereine an, die in der Vorsaison 1995/96 die 66 schwächsten Platzierungen in der Gesamttabelle aller vier Profiligen belegt haben (mit Ausnahme von drei Zweitligisten, die sich über die Playoffs nicht für die oberste englische Spielklasse qualifiziert hatten). Anders gesprochen hatten 26 Mannschaften der ersten bzw. der zweiten Liga im englischen Profiligasystem in der ersten Runde ein Freilos.
|                        | Gesamt          |                         | Hinspiel | Rückspiel |
| ---------------------- | --------------- | ----------------------- | -------- | --------- |
| Hull City              | 4:5             | FC Scarborough          | 2:2      | 2:3       |
| Huddersfield Town      | 5:1             | AFC Wrexham             | 3:0      | 2:1       |
| Ipswich Town           | 5:1             | AFC Bournemouth         | 2:1      | 3:0       |
| Luton Town             | 4:2             | Bristol Rovers          | 3:0      | 1:2       |
| Notts County           | 1:2             | FC Bury                 | 1:1      | 0:1       |
| Mansfield Town         | 0:5             | FC Burnley              | 0:3      | 0:2       |
| Hereford United        | 4:1             | Cambridge United        | 3:0      | 1:1       |
| Hartlepool United      | 4:5             | Lincoln City            | 2:2      | 2:3       |
| Carlisle United        | 4:1             | Chester City            | 1:0      | 3:1       |
| Cardiff City           | 1:2             | Northampton Town        | 1:0      | 0:2       |
| Colchester United      | 5:4             | West Bromwich Albion    | 2:3      | 3:1       |
| FC Darlington          | 2:0             | Rotherham United        | 1:0      | 1:0       |
| Exeter City            | 0:6             | FC Barnet               | 0:4      | 0:2       |
| Doncaster Rovers       | 1:3             | York City               | 1:1      | 0:2       |
| Oxford United          | 4:3             | Norwich City            | 1:1      | 3:2 n. V. |
| Oldham Athletic        | 1:1 (5:4 i. E.) | Grimsby Town            | 0:1      | 1:0       |
| Swindon Town           | 2:1             | Wolverhampton Wanderers | 2:0      | 0:1       |
| Swansea City           | 0:3             | FC Gillingham           | 0:1      | 0:2       |
| Torquay United         | 3:4             | Bristol City            | 3:3      | 0:1       |
| FC Walsall             | 1:2             | FC Watford              | 1:0      | 0:2       |
| FC Brentford           | 1:0             | Plymouth Argyle         | 1:0      | 0:0       |
| Wigan Athletic         | 6:7             | Preston North End       | 2:3      | 4:4 n. V. |
| Southend United        | 2:3             | FC Fulham               | 0:2      | 2:1       |
| Stockport County       | 4:2             | FC Chesterfield         | 2:1      | 2:1       |
| FC Portsmouth          | 2:1             | Leyton Orient           | 2:0      | 0:1       |
| Port Vale              | 6:1             | Crewe Alexandra         | 1:0      | 5:1       |
| AFC Rochdale           | 2:3             | FC Barnsley             | 2:1      | 0:2       |
| FC Reading             | 1:3             | Wycombe Wanderers       | 1:1      | 0:2       |
| Scunthorpe United      | 2:3             | FC Blackpool            | 2:1      | 0:2       |
| Sheffield United       | 5:1             | Bradford City           | 3:0      | 2:1       |
| FC Millwall            | 1:2             | Peterborough United     | 1:0      | 0:2 n. V. |
| Shrewsbury Town        | 1:3             | Tranmere Rovers         | 0:2      | 1:1       |
| Brighton & Hove Albion | 0:3             | Birmingham City         | 0:1      | 0:2       |

### Zweite Runde
Zu den 33 Siegern der ersten Runde gesellten sich die 3 gescheiterten Playoff-Vereine der zweiten Liga, die 3 Erstligaabsteiger des Vorjahres sowie 15 weitere Premier-League-Vereine, die sich nicht für einen europäischen Wettbewerb qualifiziert haben, hinzu.
|                     | Gesamt |                     | Hinspiel | Rückspiel |
| ------------------- | ------ | ------------------- | -------- | --------- |
| Oldham Athletic     | 3:2    | Tranmere Rovers     | 2:2      | 1:0       |
| Luton Town          | 3:2    | Derby County        | 1:0      | 2:2       |
| Port Vale           | 3:2    | Carlisle United     | 1:0      | 2:2       |
| Preston North End   | 1:4    | Tottenham Hotspur   | 1:1      | 0:3       |
| FC Watford          | 0:3    | AFC Sunderland      | 0:2      | 0:1       |
| FC Scarborough      | 1:4    | Leicester City      | 0:2      | 1:2       |
| Lincoln City        | 5:1    | Manchester City     | 4:1      | 1:0       |
| Stockport County    | 7:3    | Sheffield United    | 2:1      | 5:2       |
| FC Brentford        | 1:4    | Blackburn Rovers    | 1:2      | 0:2       |
| FC Barnsley         | 1:2    | FC Gillingham       | 1:1      | 0:1       |
| Huddersfield Town   | 3:1    | Colchester United   | 1:1      | 2:0 n. V. |
| FC Bury             | 1:7    | Crystal Palace      | 1:3      | 0:4       |
| FC Fulham           | 3:5    | Ipswich Town        | 1:1      | 2:4       |
| Charlton Athletic   | 6:2    | FC Burnley          | 4:1      | 2:1       |
| Nottingham Forest   | 2:1    | Wycombe Wanderers   | 1:0      | 1:1 n. V. |
| FC Middlesbrough    | 10:00  | Hereford United     | 7:0      | 3:0       |
| Stoke City          | 3:1    | Northampton Town    | 1:0      | 2:1 n. V. |
| FC Wimbledon        | 2:1    | FC Portsmouth       | 1:0      | 1:1       |
| FC Southampton      | 6:1    | Peterborough United | 2:0      | 4:1       |
| Sheffield Wednesday | 1:2    | Oxford United       | 1:1      | 0:1       |
| Bristol City        | 1:3    | Bolton Wanderers    | 0:0      | 1:3 n. V. |
| FC Barnet           | 1:2    | West Ham United     | 1:1      | 0:1       |
| Swindon Town        | 4:3    | Queens Park Rangers | 1:2      | 3:1 n. V. |
| FC Blackpool        | 4:5    | FC Chelsea          | 1:4      | 3:1       |
| Coventry City       | 2:1    | Birmingham City     | 1:1      | 1:0       |
| FC Everton          | 3:4    | York City           | 1:1      | 2:3       |
| Leeds United        | 4:2    | FC Darlington       | 2:2      | 2:0       |

### Dritte Runde
Neben den 27 Siegern der zweiten Runde kamen nun noch die fünf Vereine, die sich für einen europäischen Vereinswettbewerb qualifiziert hatten, dazu.
| Datum            |                   | Ergebnis |                   |
| ---------------- | ----------------- | -------- | ----------------- |
| 22. Oktober 1996 | Blackburn Rovers  | 0:1      | Stockport County  |
| 22. Oktober 1996 | Bolton Wanderers  | 2:1      | FC Chelsea        |
| 22. Oktober 1996 | FC Gillingham     | 2:2      | Coventry City     |
| 22. Oktober 1996 | Ipswich Town      | 4:1      | Crystal Palace    |
| 22. Oktober 1996 | Port Vale         | 0:0      | Oxford United     |
| 22. Oktober 1996 | FC Wimbledon      | 1:1      | Luton Town        |
| 22. Oktober 1996 | York City         | 0:2      | Leicester City    |
| 23. Oktober 1996 | Charlton Athletic | 1:1      | FC Liverpool      |
| 23. Oktober 1996 | Leeds United      | 1:2      | Aston Villa       |
| 23. Oktober 1996 | Manchester United | 2:1      | Swindon Town      |
| 23. Oktober 1996 | FC Middlesbrough  | 5:1      | Huddersfield Town |
| 23. Oktober 1996 | Newcastle United  | 1:0      | Oldham Athletic   |
| 23. Oktober 1996 | FC Southampton    | 2:2      | Lincoln City      |
| 23. Oktober 1996 | Stoke City        | 1:1      | FC Arsenal        |
| 23. Oktober 1996 | Tottenham Hotspur | 2:1      | AFC Sunderland    |
| 23. Oktober 1996 | West Ham United   | 4:1      | Nottingham Forest |

#### Wiederholungsspiele
| Datum             |               | Ergebnis  |                   |
| ----------------- | ------------- | --------- | ----------------- |
| 5. November 1996  | Oxford United | 2:0       | Port Vale         |
| 12. November 1996 | Lincoln City  | 1:3       | FC Southampton    |
| 12. November 1996 | Luton Town    | 1:2 n. V. | FC Wimbledon      |
| 13. November 1996 | FC Arsenal    | 5:2       | Stoke City        |
| 13. November 1996 | Coventry City | 0:1       | FC Gillingham     |
| 13. November 1996 | FC Liverpool  | 4:1       | Charlton Athletic |

### Vierte Runde
| Datum             |                  | Ergebnis |                   |
| ----------------- | ---------------- | -------- | ----------------- |
| 26. November 1996 | Ipswich Town     | 1:0      | FC Gillingham     |
| 26. November 1996 | Oxford United    | 1:1      | FC Southampton    |
| 26. November 1996 | FC Wimbledon     | 1:0      | Aston Villa       |
| 27. November 1996 | Bolton Wanderers | 6:1      | Tottenham Hotspur |
| 27. November 1996 | Leicester City   | 2:0      | Manchester United |
| 27. November 1996 | FC Liverpool     | 4:2      | FC Arsenal        |
| 27. November 1996 | FC Middlesbrough | 3:1      | Newcastle United  |
| 27. November 1996 | West Ham United  | 1:1      | Stockport County  |

#### Wiederholungsspiele
| Datum             |                  | Ergebnis |                 |
| ----------------- | ---------------- | -------- | --------------- |
| 18. Dezember 1996 | FC Southampton   | 3:2      | Oxford United   |
| 18. Dezember 1996 | Stockport County | 2:1      | West Ham United |

### Viertelfinale
| Datum           |                  | Ergebnis |                |
| --------------- | ---------------- | -------- | -------------- |
| 8. Januar 1997  | Bolton Wanderers | 0:2      | FC Wimbledon   |
| 8. Januar 1997  | FC Middlesbrough | 2:1      | FC Liverpool   |
| 21. Januar 1997 | Ipswich Town     | 0:1      | Leicester City |
| 22. Januar 1997 | Stockport County | 2:2      | FC Southampton |

#### Wiederholungsspiel
| Datum           |                | Ergebnis |                  |
| --------------- | -------------- | -------- | ---------------- |
| 29. Januar 1997 | FC Southampton | 1:2      | Stockport County |

### Halbfinale
Die Hinspiele wurden am 18. Februar 1997 und 26. Februar 1997, die Rückspiele am 11. März 1997 und 12. März 1997 ausgetragen.
|                  | Gesamt    |                  | Hinspiel | Rückspiel |
| ---------------- | --------- | ---------------- | -------- | --------- |
| Leicester City   | (a)1:1(a) | FC Wimbledon     | 0:0      | 1:1       |
| Stockport County | 1:2       | FC Middlesbrough | 0:2      | 1:0       |

### Finale

#### Erstauflage
| Leicester City                                     | Leicester City | FC Middlesbrough | FC Middlesbrough |
| -------------------------------------------------- | --- | --- | ---------------- |
| Leicester City                                     | \| Finale \| \| Sonntag, 6. April 1997 in London (Wembley-Stadion) \| \| Ergebnis: 1:1 n. V. (0:0) \| \| Zuschauer: 76.757 \| \| Schiedsrichter: Martin Bodenham \| \| Spielbericht \|                                        | \| Finale \| \| Sonntag, 6. April 1997 in London (Wembley-Stadion) \| \| Ergebnis: 1:1 n. V. (0:0) \| \| Zuschauer: 76.757 \| \| Schiedsrichter: Martin Bodenham \| \| Spielbericht \|      | FC Middlesbrough |
| Leicester City                                     | Kasey Keller, Simon Grayson, Mike Whitlow (105. Mark Robins), Steve Walsh, Pontus Kåmark, Spencer Prior, Muzzy Izzet (108. Scott Taylor), Neil Lennon, Garry Parker, Steve Claridge, Emile Heskey Cheftrainer: Martin O’Neill | Mark Schwarzer, Neil Cox, Curtis Fleming, Nigel Pearson, Gianluca Festa, Craig Hignett, Robbie Mustoe, Juninho Paulista, Emerson, Mikkel Beck, Fabrizio Ravanelli Cheftrainer: Bryan Robson | FC Middlesbrough |
| Leicester City                                     | 1:1 Emile Heskey (118.) | 0:1 Fabrizio Ravanelli (95.) | FC Middlesbrough |
| Finale                                             | | |                  |
| Sonntag, 6. April 1997 in London (Wembley-Stadion) | | |                  |
| Ergebnis: 1:1 n. V. (0:0)                          | | |                  |
| Zuschauer: 76.757                                  | | |                  |
| Schiedsrichter: Martin Bodenham                    | | |                  |
| Spielbericht                                       | | |                  |

#### Wiederholungsspiel
| Leicester City                                       | Leicester City | FC Middlesbrough | FC Middlesbrough |
| ---------------------------------------------------- | --- | --- | ---------------- |
| Leicester City                                       | \| Finale \| \| Mittwoch, 16. April 1997 in Sheffield (Hillsborough) \| \| Ergebnis: 1:0 n. V. \| \| Zuschauer: 39.428 \| \| Schiedsrichter: Martin Bodenham \| \| Spielbericht \|                                              | \| Finale \| \| Mittwoch, 16. April 1997 in Sheffield (Hillsborough) \| \| Ergebnis: 1:0 n. V. \| \| Zuschauer: 39.428 \| \| Schiedsrichter: Martin Bodenham \| \| Spielbericht \|                                                                       | FC Middlesbrough |
| Leicester City                                       | Kasey Keller, Simon Grayson, Mike Whitlow (109. Jamie Lawrence), Steve Walsh, Spencer Prior, Pontus Kåmark, Muzzy Izzet, Neil Lennon, Garry Parker, Steve Claridge (117. Mark Robins), Emile Heskey Cheftrainer: Martin O’Neill | Ben Roberts, Neil Cox (105. Alan Moore), Nigel Pearson, Gianluca Festa (76. Steve Vickers), Vladimír Kinder, Clayton Blackmore, Emerson, Robbie Mustoe, Juninho Paulista, Craig Hignett (105. Mikkel Beck), Fabrizio Ravanelli Cheftrainer: Bryan Robson | FC Middlesbrough |
| Leicester City                                       | 1:0 Steve Claridge (100.) | | FC Middlesbrough |
| Finale                                               | | |                  |
| Mittwoch, 16. April 1997 in Sheffield (Hillsborough) | | |                  |
| Ergebnis: 1:0 n. V.                                  | | |                  |
| Zuschauer: 39.428                                    | | |                  |
| Schiedsrichter: Martin Bodenham                      | | |                  |
| Spielbericht                                         | | |                  |